# Юнгас (река)
Юнгас — река в России, протекает по территории Поросозерского сельского поселения Суоярвского района Карелии.

## Общие сведения
Длина реки — 20 км. Берёт начало из ламбины среди заболоченной местности, пересекает дорогу местного значения 86К-7 («Муезерский — Гимолы — Поросозеро»), затем протекает два озера — Верхний Юнгас и Юнгас — после чего пересекает трассу 86К-14 («Суоярви — Юстозеро — (через Поросозеро) — Медвежьегорск»), после чего протекает озёра Нижний Юнгас, Сигозеро, Корбозеро, Мендъярви и Чуйкалампи, после чего уже впадает в озеро Таразмо на высоте 172,2 м над уровнем моря.

## Данные водного реестра
По данным государственного водного реестра России относится к Баренцево-Беломорскому бассейновому округу, водохозяйственный участок реки — Сегежа до Сегозерского гидроузла, включая озеро Сег-озеро. Речной бассейн реки — бассейны рек Кольского полуострова и Карелии, впадает в Белое море.

## Фотография

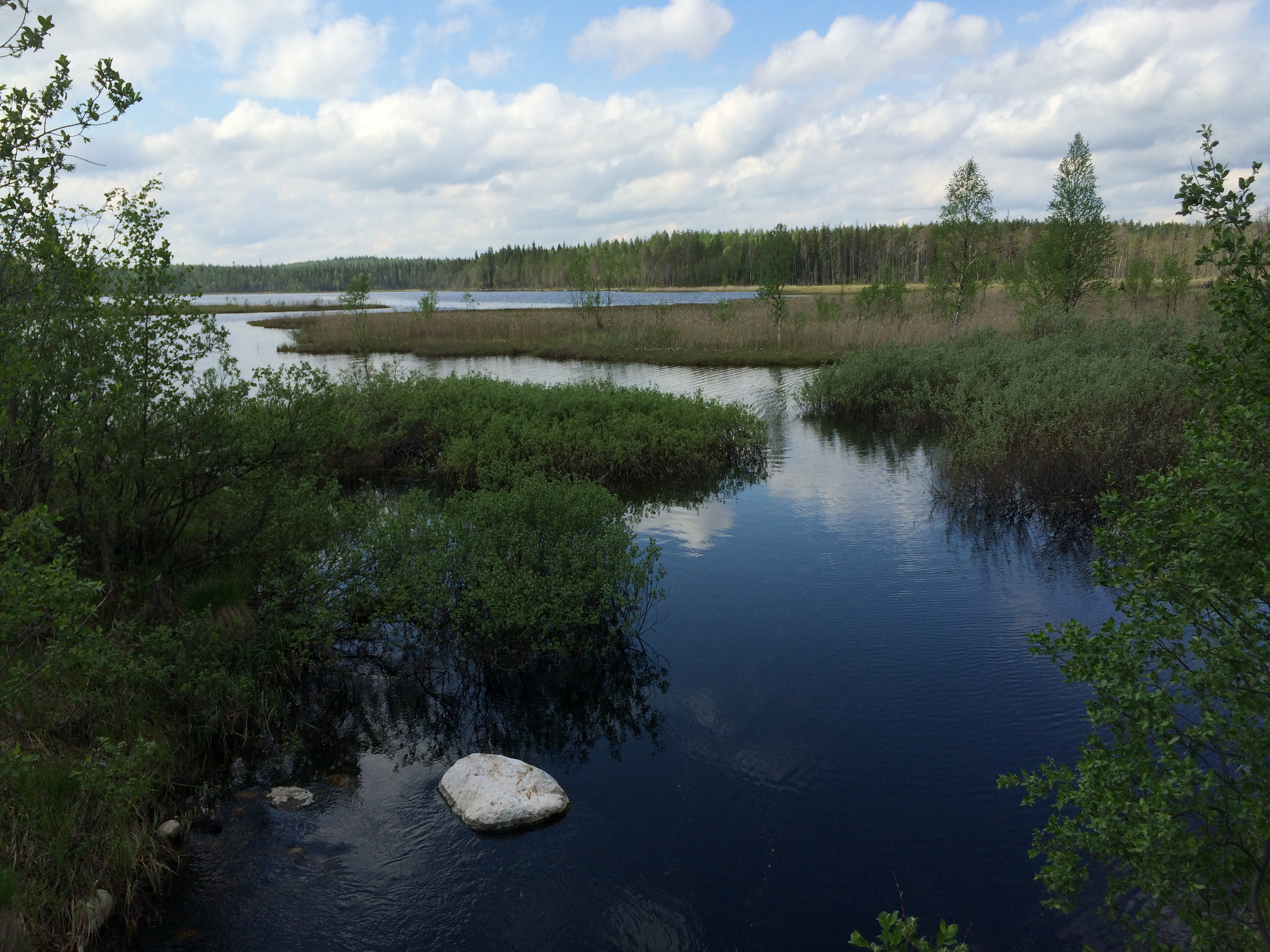
Вид против течения в сторону озера Юнгас

Код водного объекта в государственном водном реестре — 02020001112102000005807.